# Динвідді (округ, Вірджинія)
Шаблон:StateAbbr_ 37°05′ пн. ш. 77°38′ зх. д. / 37.08° пн. ш. 77.63° зх. д.
Округ  Динвідді (англ. Dinwiddie County) — округ (графство) у штаті  Вірджинія, США. Ідентифікатор округу 51053.

## Історія
Округ утворений 1752 року.

## Демографія
За даними перепису 2000 року загальне населення округу становило 24533 осіб, зокрема міського населення було 6434, а сільського — 18099. Серед мешканців округу чоловіків було 12193, а жінок — 12340. В окрузі було 9107 домогосподарств, 6722 родин, які мешкали в 9707 будинках. Середній розмір родини становив 3,01.
Віковий розподіл населення поданий у таблиці:
| Стать    | До 15 років | 15-21 | 22-29 | 30-39 | 40-49 | 50-65 | 65-85 | Понад 85 |
| -------- | ----------- | ----- | ----- | ----- | ----- | ----- | ----- | -------- |
| Чоловіки | 2530        | 1059  | 1028  | 1964  | 2071  | 2256  | 1195  | 90       |
| Жінки    | 2374        | 927   | 988   | 2071  | 2014  | 2257  | 1553  | 156      |

## Суміжні округи
- Честерфілд — північ
- Пітерсберг — північний схід
- Принс-Джордж — схід
- Сассекс — південний схід
- Грінсвілл — південь
- Брансвік — південний захід
- Ноттовей — захід
- Амелія — північний захід

## Виноски
1. ↑  U.S. Decennial Census. United States Census Bureau. Архів оригіналу за 26 квітня 2015. Процитовано 2 січня 2014.
2. ↑  Historical Census Browser. University of Virginia Library. Архів оригіналу за 1 вересня 2019. Процитовано 2 січня 2014.
3. ↑  Population of Counties by Decennial Census: 1900 to 1990. United States Census Bureau. Архів оригіналу за 15 грудня 2013. Процитовано 2 січня 2014.
4. ↑  Census 2000 PHC-T-4. Ranking Tables for Counties: 1990 and 2000 (PDF). United States Census Bureau. Архів оригіналу (PDF) за 6 вересня 2019. Процитовано 2 січня 2014.
5. ↑  State & County QuickFacts. United States Census Bureau. Архів оригіналу за 7 червня 2011. Процитовано 2 січня 2014.(англ.) Наведено за англійською вікіпедією.
6. ↑  American FactFinder. Бюро перепису населення США. Архів оригіналу за 21 травня 2008. Процитовано 31 січня 2008.

| США | Це незавершена стаття з географії США. Ви можете допомогти проєкту, виправивши або дописавши її. |